# خربة السحيلة
خربة السحيلة هي قرية صغيرة في محافظة مادبا غربيّ الأردن.